# Michel De Maegd
 (octobre 2016).
Si vous disposez d'ouvrages ou d'articles de référence ou si vous connaissez des sites web de qualité traitant du thème abordé ici, merci de compléter l'article en donnant les références utiles à sa vérifiabilité et en les liant à la section « Notes et références ».
 (septembre 2024).
Michel De Maegd, né le 10 septembre 1969 à Bruxelles, est un ancien présentateur et journaliste belge . Depuis 2019, il est membre du Mouvement Réformateur et député fédéral.

## Biographie

### Formation
Bruxellois de naissance, Michel De Maegd entame en 1987 des études de droit à l'université libre de Bruxelles. Après deux années, il se redirige vers un cursus en communication à l'Institut des hautes études des communications sociales. Au cours de celles-ci, il obtient un stage auprès de RTL. 

### Vie médiatique
Une fois ses études terminées, Michel De Maegd entre à RTL-TVI, d'abord comme pigiste avant d'y être engagé. Directement nommé responsable du nouveau bureau régional de Charleroi, il reprend, deux ans plus tard, la route des bureaux bruxellois. Il intègre alors l’équipe du magazine Reporters. Un de ses reportages[Lequel ?] est primé. 
En 2000, il présente son premier journal télévisé de 13 heures[source secondaire souhaitée]. Il y restera plusieurs années avant d'être affecté à l'édition de 19 heures. 
En parallèle, Michel De Maegd présente plusieurs rendez-vous ponctuels (Télévie, débats politique, Pékin Express, etc.) et participe à plusieurs actions en faveur du climat, dont le Earth Challenge en 2009, lors duquel il relie, en ULM, l'Australie à la Belgique en trois mois.

### Vie politique
En mars 2019, Michel De Maegd annonce par surprise sa décision de mettre sur le champ un terme à sa carrière journalistique en vue de rejoindre le Mouvement réformateur dans le cadre du scrutin électoral du mois de mai. Troisième candidat sur la liste à la Chambre dans le canton de Bruxelles, il est élu avec près de 8 000 voix. Il siège donc depuis juin 2019 à la Chambre des représentants, où il est membre, entre autres, des commissions de l’Énergie et du Climat et des Relations extérieures. 
À son initiative, une journée nationale dédiée à la mémoire des victimes des génocides reconnus officiellement par l'État belge est mise en place, et une cérémonie protocolaire annuelle à la Chambre est organisée. 
Il est, en outre, initiateur d'une proposition de résolution visant à mettre sur pied, en Belgique, une enquête dans le cadre des adoptions illégales et du trafic d'enfant qui en a découlé depuis les années 1970 en Belgique. Il a, dans ce cadre, représenté la Belgique devant les Nations unies. 
En commission des Relations extérieures, il axe son travail sur les situations peu médiatisées : Liban, Congo, Cambodge, Taïwan, etc. Il est également très impliqué pour la cause arménienne et est d'ailleurs l'initiateur de la condamnation, par l'État belge, de l'Azerbaïdjan à la suite de son agression du pays. 
En 2021, il est également rapporteur pour la commission spéciale COVID, qui a pour mission de tirer les enseignements de la gestion politique de la pandémie. 
Fervent défenseur de la production d'énergie par le nucléaire, il a co-signé plusieurs propositions de lois en ce sens. Il a également mis en place un cadastre de l'aspect énergétiques des bâtiments publics et fait en sorte que ceux-ci doivent, à l'avenir, comporter quand cela est possible des façades et toitures végétalisées ainsi des installations photovoltaïques. 
Il a également déposé une proposition de loi visant à ce que les grandes surfaces n'impriment plus systématiquement les tickets de caisse, mais ne le fassent qu'après avoir demandé au client s'il le souhaitait. Si cette loi n'a, à ce jour, pas été adoptée, elle a fait évoluer les consciences puisque de nombreux magasins ont dans la foulée décidé d'appliquer ce nouveau principe. 
Il est réélu député à la Chambre des représentants à la suite des élections législatives de 2024.

## Vie privée
Il est marié à Sylvie, gynécologue. Ensemble, ils ont trois enfants,.